# Жерники (Опатовський повіт)
Жерники (пол. Żerniki) — село в Польщі, у гміні Бацьковиці Опатовського повіту Свентокшиського воєводства.
Населення — 202 особи (2011).
У 1975-1998 роках село належало до Тарнобжезького воєводства.

## Демографія
Демографічна структура на день 31 березня 2011 року:
|          | Загалом | Допрацездатний вік | Працездатний вік | Постпрацездатний вік |
| -------- | ------- | ------------------ | ---------------- | -------------------- |
| Чоловіки | 104     | 21                 | 73               | 10                   |
| Жінки    | 98      | 18                 | 54               | 26                   |
| Разом    | 202     | 39                 | 127              | 36                   |